# Virginio Arias
 Virginio Arias Cruz (Ránquil, Chile, 8 de diciembre de 1855 - Santiago de Chile, 17 de enero de 1941) fue un escultor chileno.

## Biografía

### Infancia
Nació en la localidad de Ránquil, en Chile. Sus padres fueron los campesinos Fernando Arias y Lorenza Cruz. A los tres años, fallece su padre y emigra a Concepción junto a su madre y sus ocho hermanos. Durante su infancia queda a la tutela de Manuel Arístides Zañartu, un agricultor que lo estimula en el aprendizaje del dibujo y la escultura. Su primera obra fue el rostro del Obispo de Concepción, José Hipólito Salas, tallado en madera. Posteriormente, Arístides Zañartu propone a Virginio tallar a su tutor, montado a caballo, con la promesa de mandarlo a estudiar artes a Concepción. Esa se convertiría en su segunda obra.
A los 12 años, ejerció como aprendiz del escultor Tomás Chávez, con quien realizó trabajos de restauración en las catedrales Concepción, Chillán, Los Ángeles y la iglesia de San Sebastián de Yumbel.
En 1873, emigró a Santiago de Chile, donde ingresó a la Academia de Pintura y Escultura destacándose como uno de los alumnos más sobresalientes del maestro Nicanor Plaza, quien lo llevó a París en 1875. Al año siguiente, Arias era alumno de la Academia de Bellas Artes de esa ciudad, donde se radicó hasta 1890. En 1882, inspirado en los soldados de la Guerra del Pacífico, presentó en Francia una obra a la que llamó "Un héroe du pacifique", con la cual ganó una Mención honrosa. La escultura sería llevada a Chile con el nombre de "El defensor de la Patria" y en la actualidad es conocida como el "Monumento al Roto Chileno", instalada en la Plaza Yungay de Santiago en 1888.

### Vida en el extranjero

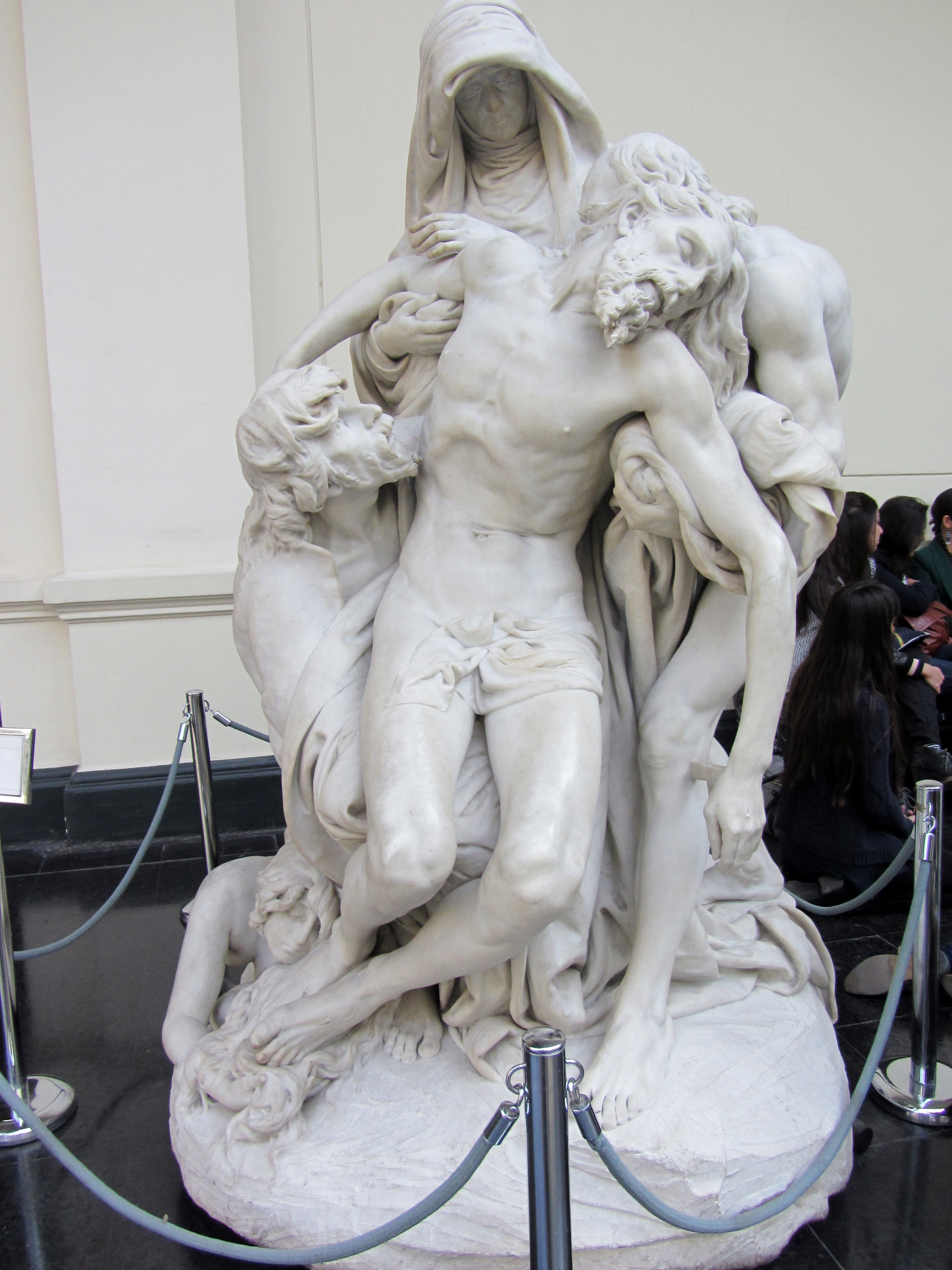
El descendimiento de la Cruz (1887)

En 1890 tuvo un breve retorno a Chile, donde recibió varias distinciones. En 1895 el gobierno chileno lo nombró encargado para hacer un estudio en Europa sobre la organización de la Escuela de Bellas Artes. En 1900, regresó a Chile, asumiendo como director de dicha Escuela. Durante sus más de diez años como director, desarrolló una efectiva tarea en la formación de artistas, entre los que destacan Román, Perotti y Rodig. En 1911, el gobierno nuevamente lo comisionó a Europa, regresando en los años 1930. Entre 1938 y 1940 fue miembro honorario de la Sociedad de Bellas Artes de Chile. 
Contemporáneo de la Guerra del Pacífico, conflicto que enfrentó a Chile contra Bolivia y Perú, estuvo fuertemente inspirado en las campañas de esa guerra, realizando obras que tienden a la monumentalidad, debido, también, a cierta influencia romántica que sintió en Francia. Su obra más famosa de este tipo, es la denominada El roto chileno, ubicada en la Plaza Yungay de Santiago y en la plaza central de su natal Ránquil (llamada originalmente Un héroe del Pacífico), la cual ganó el concurso del Salón de París en 1882.
Otras de sus obras famosas son el Monumento al general Baquedano, ubicada en la Plaza Baquedano en Santiago, y La Araucana, obra de gran belleza y que muestra a una representante del pueblo mapuche.
Su creación más trascendente es El descendimiento de la Cruz, mármol que se halla en el Museo Nacional de Bellas Artes. Con esa obra obtuvo su tercera medalla de oro en el Salón de París en 1887. Esta obra representa el instante en que Cristo yaciente, recién descolgado de la cruz, es sostenido por dos personajes y atrás, su madre, la Virgen, lo atiende con esmero. A sus pies, María Magdalena, aferrada a ellos, denota un gesto de gran devoción. 
A su gestión se debe la ubicación de la Escuela de Bellas Artes en el edificio que hoy pertenece al Museo de Arte Contemporáneo y la creación de una sección de Arte Aplicado. Recibió innumerables premios tanto en su país natal como en el extranjero, y varias de sus obras ocupan plazas y otros sitios públicos en Chile.
Pese a sufrir de ceguera durante los últimos años de su vida, continuó esculpiendo ayudado solo de su tacto. Murió en Santiago el 17 de enero de 1941.

## Obras
- El descendimiento de la Cruz (1887), Museo de Bellas Artes de Santiago[2]
- Pro Patria, Cementerio General, Recoleta[3]
- Monumento a Diego Barros Arana (1935), Biblioteca Nacional de Chile[2]
- Monumento a Manuel Antonio Matta, Copiapó, Chile[2]
- Monumento a Manuel Montt, Plaza de Armas de Petorca, Chile[2]
- Monumento al general Baquedano (1928), Plaza Baquedano, Santiago de Chile[2]
- Monumento al Roto Chileno (1882), Plaza Yungay, Santiago de Chile[2]